# TV Tennis Electrotennis
TV Tennis Electrotennis (яп. テ レ ビ テ ニ ス, хэпбёрн: Terebitenisu, что означает Television Tennis, обычно сокращенно TV Tennis или Electrotennis) — домашняя игровая приставка первого поколения, разработанная компанией Epoch Co. в сотрудничестве с Magnavox и выпущенная 12 сентября 1975 года только в Японии по цене в 19 000 японских иен. Это была первая игровая приставка, когда-либо выпущенная в Японии.
Система была выпущена за несколько месяцев до выхода Home Pong в Северной Америке. Одной из особенностей TV Tennis Electrotennis является то, что консоль подключается к телевизору по беспроводной сети, работающей через антенну УВЧ. По различным утверждениям было продано около 10 000, 20 000, или 3 миллионов единиц.
Приставка пополняла экспозицию единственного во Франции музея Pixel Museum в Шильтигайме, посвящённого истории видеоигр, который закрылся в 2020 году. Вновь открылся в Брюсселе, Бельгия, в 2022 году.

## Наследие
Преемником TV Tennis Electrotennis является TV Game System 10 от 1977 года. В качестве светового пистолета в ней используется пластиковая реплика Mauser C96. Реплику C96 также можно было использовать со следующей консолью, Epoch Cassette Vision, созданной в 1981 году.
Функция беспроводного вещания в приставке TV Tennis Electrotennis побудила дизайнера Nintendo Масаюки Уэмура рассмотреть возможность добавления этой возможности в Famicom (Nintendo Entertainment System), хотя в конечном итоге он не стал использовать ее, чтобы снизить стоимость системы.

## Внешние ссылки
- 40 лет назад была выпущена первая игровая консоль в Японии